# المالح (حزم العدين)

تعديل مصدري - تعديل

المالح محلة تابعة لقرية عران، التابعة لعزلة بني الفخر بمديرية حزم العدين إحدى مديريات محافظة إب في الجمهورية اليمنية، بلغ تعداد سكانها 54 حسب تعداد اليمن لعام 2004.